# 준우승
준우승(準優勝)은 스포츠 대회 등에서 주최자가 정한 규칙에 따라 우열을 경쟁하고 그 결과 몇몇 개인 또는 단체가 우승 다음으로 좋은 성과를 거두는 것을 말한다. 특히 결승전에서 패한 경우, 또는 종합 성적에서 적어도 1위인 우승에 이어 2위를 획득했을 때 준우승이라고 불린다.

## 같이 보기
- 홍진호 - 스타크래프트 프로게이머. 준우승 성적이 유독 많은 것으로 알려져 있다.
- 어윤수 - 스타크래프트 2 프로게이머. GSL 6회, 2017 WCS Global Finals 1회 준우승 기록이 있다.